# Rafael María Nze Abuy
Rafael María Nze Abuy (Puerto Iradier, 12 de septiembre de 1926 - Malabo, 7 de julio de 1991) fue un religioso de Guinea Ecuatorial, obispo de Bata y arzobispo de Malabo.

## Biografía
Miembro de la etnia Fang, en 1940 ingresó en el seminario de Banapa (en la isla de Fernando Poo). Ingresó a la orden de los Claretianos y se trasladó al monasterio de Santo Domingo de la Calzada, donde estudió filosofía y teología, ordenándose sacerdote en 1954. Después marchó a Roma, donde se doctoró en Teología, y se licenció en derecho canónico en la Universidad de Salamanca.
El 9 de agosto de 1965 fue nombrado vicario apostólico en Río Muni y obispo titular de Sutunurca, siendo el primer obispo guineano nativo consagrado en España. El 3 de mayo de 1966 fue nombrado obispo de Bata. Continuó en el cargo tras la independencia de Guinea Ecuatorial, pero debido a la política del dictador Francisco Macías Nguema contra los religiosos claretianos fue obligado a exiliarse en abril de 1970 y a renunciar a su cargo el 9 de mayo de 1974.
Fue repuesto en su cargo el 26 de junio de 1980, pero lo dejó en 1982 cuando fue nombrado arzobispo de Malabo, cargo que mantuvo hasta su muerte en 1991.